# Artère radiculaire antérieure d'Adamkiewicz
L'artère d'Adamkiewicz est une artère amenant du sang oxygéné vers la moelle spinale. Elle est nommée d'après Albert Adamkiewicz. D'autres dénominations de cette artère sont rencontrées : artère du renflement lombaire, artère radiculaire lombaire, grande artère radiculaire antérieure, artère spinale lombaire, artère de l'intumescence lombale.
Cette artère a des origines variables. Elle se situe le plus souvent à gauche (80 % des cas) et naît généralement de la 9e à la 12e artère intercostale postérieure (70 % des cas) ou de la branche postérieure des artères lombaires.
L'artère d'Adamkiewicz  irrigue la moelle spinale au niveau de son renflement lombaire, c'est-à-dire au niveau des myélomères lombaires et sacrés. Elle s'anastomose avec l'artère spinale antérieure. 
Le syndrome de l’artère d'Adamkiewicz, une forme particulière du syndrome de l'artère spinale antérieure est une nécrose des deux tiers antérieurs de la moelle (cordons médullaires antérieurs et latéraux), due à une thrombose de cette artère, ou d'une obstruction d'une autre nature, par exemple secondaire à une dissection aortique. Il se traduit par une paraplégie en rapport avec une lésion des deux faisceaux pyramidaux. Il y a une dissociation thermo-algésique des deux membres inférieurs : la sensibilité à la douleur et à la température sont perdues tandis que le sens de position des orteils ainsi que la sensibilité au toucher sont conservées en raison de la préservation des cordons médullaires postérieurs (vascularisés par les artères spinales postérieures).